# Пентазений
Пентазений — это азотсодержащий катион в химии, состоящий из пяти атомов азота, соединенных последовательно. Его соединения являются перспективными для получения веществ с большой плотностью энергии, например N5[B(N3)4], N5[P(N3)6] или N5N3. Не путать с анионом N5-(Пентазолат-анионом).

## История
В ходе реализации программы по созданию веществ с высокой плотностью энергии (HEDM). Программа, инициированная в 1986 году ВВС, потенциал полиазотных соединений для HEDM был признан многочисленными теоретическими исследованиями. Однако, не было предпринято никаких систематических усилий для синтеза какого-либо из потенциальных кандидатов, предсказанных теоретиками. Ситуация изменилась в 1998 году, когда доктор Остмарк из Шведского агентства оборонных исследований предложил DARPA экспериментальное исследование по получению тетраэдрического N4. В ответ на это предложение и по настоянию Исследовательской лаборатории ВВС, DARPA выпустила широкий запрос на проведение экспериментальных работ и профинансировала восемь программ в области полиазота. В результате одной из таких программ и были синтезированы соединения, содержащие катион пентазения

## Свойства
N5+ способен окислять воду, NO, NO2, Br2:
{\displaystyle {\ce {4N5+ + 2H2O -> 4H+ + 10N2 + O2}}}
{\displaystyle {\ce {N5+[SbF6]- + NO -> NO+[SbF6]- + 2,5N2}}}
{\displaystyle {\ce {N5+[SbF6]- + NO2 -> NO2+[SbF6]- + 2,5N2}}}
{\displaystyle {\ce {N5+[SbF6]- + Br2 -> Br2+[SbF6]- + 2,5N2}}}

## Получение
Получают из N2F+ и HN3 в сухом HF при −78 °С
{\displaystyle {\ce {[N2F]+[MF6]- + HN3 -> N5+ [MF6]- + HF}}}
где М — Sb, As